# سعد ناصر
سعد ناصر (انگلیسی: Saad Nasser؛ زادهٔ ۱۲ نوامبر ۱۹۷۳) بازیکن فوتبال اهل عراق بود.
وی همچنین در تیم‌های ملی فوتبال زیر ۲۳ سال عراق و عراق بازی کرده‌است.